# Stade René Gaillard
Stade René-Gaillard este un stadion multifuncțional din Niort, Franța.
Este stadionul pe care joacă meciurile de pe teren propriu echipa din Ligue 2 Chamois Niortais și are o capacitate de 11.352 de spectatori. Niort a jucat primul său meci pe Stade René Gaillard la 3 august 1974.
Recordul de asistență pe stadion este de 16.715 spectatori atins la meciul dintre Chamois Niortais și Olympique Marseille din 1988.